# Rhopaea hirtuosa
Rhopaea hirtuosa är en skalbaggsart som beskrevs av Blackburn 1898. Rhopaea hirtuosa ingår i släktet Rhopaea och familjen Melolonthidae. Inga underarter finns listade i Catalogue of Life.